# 레몬 전지

세 개의 레몬 전지가 서로 연결되어 상단의 빨간색 발광 다이오드(LED)에 에너지를 공급하는 다이어그램. 각 레몬에는 아연 전극과 구리 전극이 삽입되어 있으며, 다이어그램에서 아연은 회색으로 표시되어 있다. 전극과 LED 사이에 그려진 가는 선은 전선을 나타낸다.

레몬 전지(영어: Lemon battery)는 종종 교육 목적으로 만들어지는 간단한 화학 전지이다. 일반적으로 아연 금속 조각(예: 아연 도금된 못)과 구리 조각(예: 페니 동전)을 레몬에 삽입하고 전선으로 연결한다. 금속의 반응으로 생성된 전력은 발광 다이오드(LED)와 같은 작은 장치를 작동시키는 데 사용된다.
레몬 전지는 1800년에 알레산드로 볼타가 발명한 최초의 전지와 유사하며, 볼타는 레몬즙 대신 고염수를 사용했다. 레몬 전지는 전지에서 발생하는 화학 반응(산화·환원 반응)의 유형을 보여준다. 아연과 구리는 전극이며, 레몬 안의 즙은 전해질이다. 레몬 전지에는 아연과 구리 외의 다른 금속을 전극으로, 다양한 과일(또는 액체)을 전해질로 사용하는 여러 변형이 있다.

## 학교 프로젝트에서의 활용
레몬 전지를 만들고 발광 다이오드(LED), 전기 계측기(멀티미터), 아연 도금된 못과 나사 등의 부품을 구하는 방법에 대한 수많은 지침이 있다. 상업용 "감자 시계" 과학 키트에는 전극과 저전압 디지털 시계가 포함되어 있다. 하나의 전지를 조립한 후, 멀티미터를 사용하여 전지로부터의 전압 또는 전류를 측정할 수 있다. 레몬의 일반적인 전압은 0.9V이다. 전류는 더 가변적이지만 최대 약 1mA까지 범위가 넓다(전극 표면이 클수록 전류가 커진다). 더 눈에 띄는 효과를 위해 레몬 전지를 직렬로 연결하여 LED(삽화 참조) 또는 다른 장치를 작동시킬 수 있다. 직렬 연결은 장치에 사용 가능한 전압을 증가시킨다. 스와틀링과 모건은 저전압 장치 목록과 이를 작동시키는 데 필요한 레몬 전지의 수를 발표했다. 여기에는 LED, 압전 부저, 작은 디지털 시계가 포함되었다. 아연/구리 전극을 사용하면 이러한 장치 중 어느 하나라도 작동시키기 위해 최소 두 개의 레몬 전지가 필요했다. 아연 전극을 마그네슘 전극으로 대체하면 더 큰 전압(1.5-1.6V)을 가진 전지가 만들어지며, 단일 마그네슘/구리 전지로 일부 장치를 작동시킬 수 있다. 레몬 전지는 백열등을 켜기에 충분한 전류를 생산하도록 설계되지 않았으므로 손전등의 백열 전구는 사용되지 않는다. 이러한 전지는 일반적으로 0.7V의 전위차에서 0.001A(1mA)의 전류를 생산한다. 이 값들을 곱하면 전체 전력인 0.0007W(0.7mW)가 결정된다.

### 변형

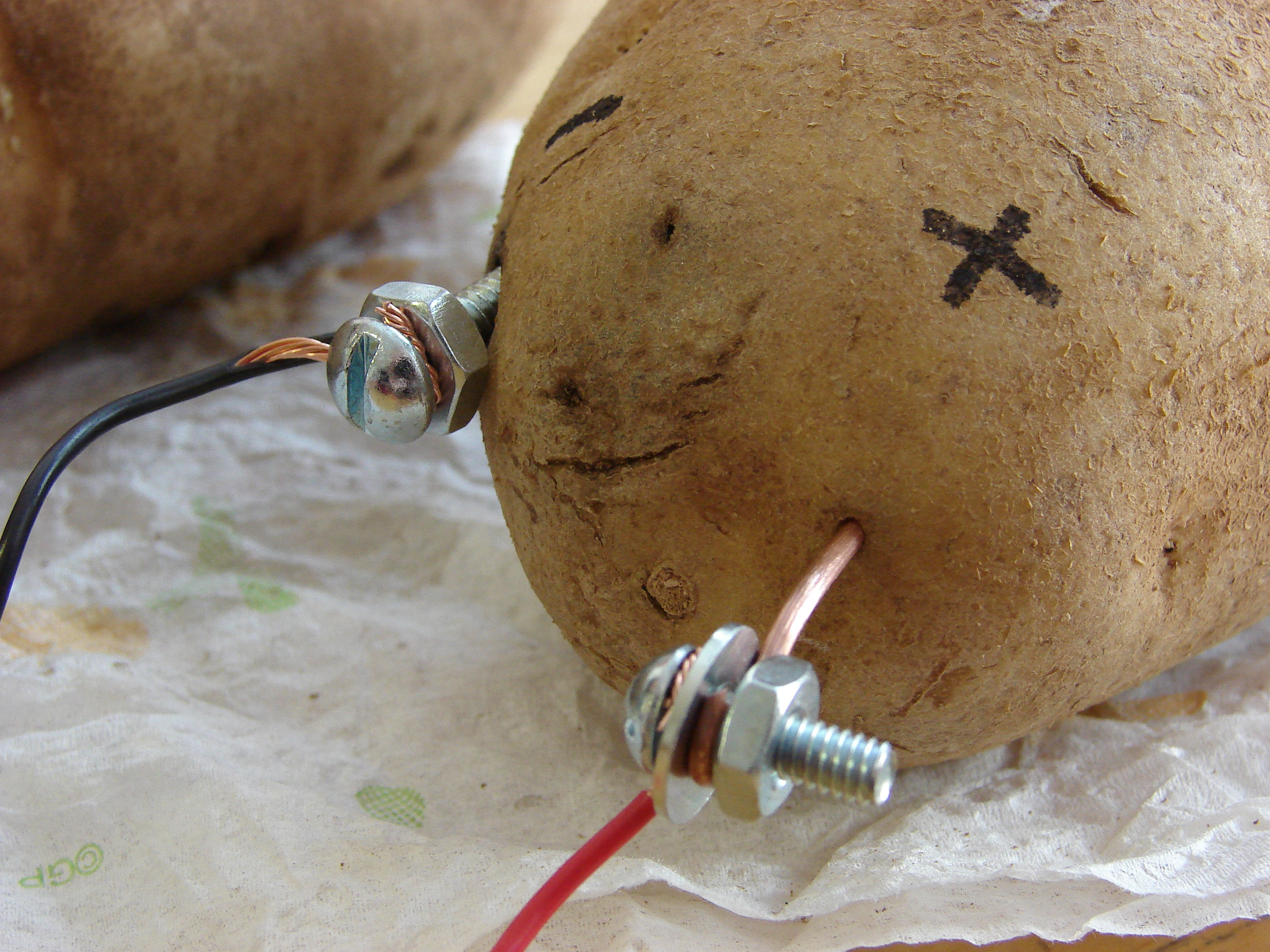
아연(왼쪽)과 구리 전극을 사용한 감자 전지. 아연 전극은 아연 도금된 기계 나사이다. 구리 전극은 전선이다. 감자에 표시된 −와 + 라벨은 구리 전극이 전지의 양극 단자임을 나타낸다. 짧은 나사와 너트가 전극을 검은색과 빨간색 절연 플라스틱 코팅이 된 구리 전선에 연결한다.

많은 과일과 액체가 산성 전해질로 사용될 수 있다. 과일은 전해질과 전극을 지지하는 간단한 방법을 모두 제공하기 때문에 편리하다. 감귤류 과일(레몬, 오렌지, 자몽 등)에 포함된 산은 시트르산이다. 측정된 pH로 나타나는 산도는 크게 다르다.
감자에는 인산이 있어 잘 작동하며, 상업용 "감자 시계" 키트의 기반이 된다. LED 조명과 함께 사용되는 감자 전지는 빈곤 국가나 오지 주민들에게 사용될 수 있도록 제안되었다. 2010년에 시작된 국제 연구에 따르면 감자를 8분 동안 삶으면 전기 출력이 향상되며, 여러 구리 및 아연 판 사이에 감자 조각을 놓는 것도 마찬가지이다. 스리랑카 연구원들에 따르면 삶고 잘게 썬 플랜틴 심(줄기)도 적합하다.
과일 대신 다양한 용기의 액체를 사용할 수 있다. 가정용 식초(아세트산 함유)도 잘 작동한다. 자우어크라우트(락트산 함유)는 미국 TV 프로그램 헤드 러시(호기심 해결사 프로그램의 파생작)의 한 에피소드에 등장했다. 자우어크라우트는 통조림 상태였고, 캔 자체가 전극 중 하나인 동안 전해질이 되었다.
아연과 구리 전극은 비교적 안전하고 구하기 쉽다. 납, 철, 마그네슘 등 다른 금속도 연구할 수 있으며, 이들은 아연/구리 쌍과 다른 전압을 생성한다. 특히 마그네슘/구리 전극은 레몬 전지에서 최대 1.6V의 전압을 생성할 수 있다. 이 전압은 아연/구리 전지보다 크다. 이는 표준 가정용 전지(1.5V)와 비슷하며, 여러 전지를 직렬로 사용하지 않고 단일 전지로 장치를 작동시키는 데 유용하다.

### 학습 결과
5~9세의 가장 어린 학생들에게 교육 목표는 실용적이다. 전지는 전도성 물질로 연결되는 한 다른 장치를 작동시킬 수 있는 장치이다. 전지는 전기 회로의 구성 요소이며, 전지와 전구 사이에 단일 전선을 연결하는 것만으로는 전구를 켤 수 없다.
10~13세의 어린이들에게 전지는 화학과 전기의 연결을 설명하고 전기 회로 개념을 심화하는 데 사용된다. 구리와 아연과 같은 다른 화학 원소가 사용된다는 사실은 원소가 화학 반응을 겪을 때 사라지거나 분해되지 않는다는 더 큰 맥락에 놓일 수 있다.
더 나이 많은 학생들과 대학생들에게 전지는 산화·환원 반응의 원리를 설명하는 역할을 한다. 학생들은 두 개의 동일한 전극은 전압을 생성하지 않으며, 다른 금속 쌍(구리와 아연 외)은 다른 전압을 생성한다는 것을 발견할 수 있다. 전지의 직렬 및 병렬 조합에서 나오는 전압과 전류를 조사할 수 있다.
계측기를 통해 전지에서 출력되는 전류는 전극의 크기, 전극이 과일에 얼마나 깊이 삽입되었는지, 그리고 전극이 서로 얼마나 가깝게 배치되었는지에 따라 달라진다. 전압은 전극의 이러한 세부 사항과는 거의 독립적이다.

## 화학

황산 전해질이 있는 구리/아연 전지의 단면도. 이 그림은 화학 반응에 대한 원자 모델을 설명한다. 레몬 전지도 본질적으로 동일한 모델을 가진다. 아연 원자는 두 개의 전자를 잃은 이온(Zn^{2+})으로 전해질에 용해된다. 용해된 아연 원자에서 나온 두 개의 음전하 전자는 아연 금속에 남아 있다. 산성 전해질에 용해된 두 개의 양전하 수소 이온(H^{+})은 서로 그리고 두 개의 전자와 결합하여 분자 수소 H_{2}를 형성하며, 이는 구리 전극에서 기포로 나온다. 구리에서 잃어버린 전자는 외부 전선을 통해 아연에서 두 개의 전자가 이동함으로써 보충된다.

대부분의 교과서는 레몬 전지의 화학 반응에 대해 다음 모델을 제시한다. 전지가 외부 회로를 통해 전류를 공급할 때, 아연 전극 표면의 금속 아연이 용액 속으로 용해된다. 아연 원자는 전기적으로 전하를 띤 이온(Zn2+)으로 액체 전해질에 용해되면서 2개의 음전하 전자(e−)를 금속에 남긴다.
이 반응을 산화라고 한다. 아연이 전해질로 들어가는 동안, 전해질에서 두 개의 양전하 수소 이온(H+)이 구리 전극 표면에서 두 개의 전자와 결합하여 중성의 수소 분자(H2)를 형성한다.
이 반응을 환원이라고 한다. 구리에서 수소 분자를 형성하는 데 사용되는 전자들은 구리와 아연을 연결하는 외부 전선을 통해 아연에서 이동된다. 환원 반응으로 구리 표면에 형성된 수소 분자들은 결국 수소 기체로 기포가 되어 빠져나간다.

## 실험 결과
이 화학 반응 모델은 2001년 제리 구드스만이 발표한 실험에서 검증된 몇 가지 예측을 한다. 구드스만은 최근의 수많은 저자들이 레몬 전지의 화학 반응에 구리 전극의 전해질 용해를 포함하고 있다고 지적한다. 구드스만은 이 반응이 실험과 일치하지 않는다고 배제하며, 구리 전극에서 수소가 발생하는 것이 포함되고 은을 구리 대신 사용할 수 있는 정확한 화학은 오랫동안 알려져 왔다고 지적한다. 모델의 자세한 예측 대부분은 전지로부터 직접 측정되는 개방 회로 전압(아무것도 전지에 연결되지 않은 상태)에 적용된다. 전해질에 황산 아연(ZnSO4)을 첨가하여 전해질을 변경했을 때, 네른스트 식을 사용하여 모델에서 예측한 대로 전지 전압이 감소했다. 네른스트 식은 본질적으로 황산 아연이 더 많이 첨가될수록 전압이 얼마나 떨어지는지를 나타낸다. 황산구리(CuSO4)를 첨가해도 전압에는 영향을 미치지 않았다. 이 결과는 전극의 구리 원자가 전지의 화학 반응 모델에 관여하지 않는다는 사실과 일치한다.
전지가 외부 회로에 연결되어 상당한 전류가 흐를 때, 위에서 설명한 아연 산화 반응에 의해 예측된 대로 아연 전극은 질량을 잃는다. 유사하게, 수소 기체는 구리 전극에서 기포 형태로 발생한다. 마지막으로, 전지에서 나오는 전압은 pH로 측정된 전해질의 산도에 따라 달라졌다. 산도 감소(및 pH 증가)는 전압을 떨어뜨린다. 이 효과 또한 네른스트 식에 의해 예측된다. 사용된 특정 산(시트르산, 염산, 황산 등)은 pH 값을 통해서만 전압에 영향을 미쳤다.
네른스트 식 예측은 강산성 전해질(pH < 3.4)에서는 실패했다. 이때 아연 전극은 전지가 회로에 전류를 공급하지 않을 때에도 전해질에 용해된다. 위에 나열된 두 가지 산화-환원 반응은 외부 회로를 통해 전기 전하가 운반될 수 있을 때만 발생한다. 추가적인 개방 회로 반응은 개방 회로에서 아연 전극에서 기포가 형성되는 것으로 관찰될 수 있다. 이 효과는 궁극적으로 최고 산성 수준에서 실온 근처의 전지 전압을 1.0V로 제한했다.

### 에너지원
에너지는 아연이 산에 용해될 때 발생하는 화학 변화에서 나온다. 에너지는 레몬이나 감자에서 나오지 않는다. 아연은 레몬 안에서 산화되어, 더 낮은 에너지 상태에 도달하기 위해 산과 일부 전자를 교환하며, 방출된 에너지가 전력을 공급한다.
현재 관행에서 아연은 황산 아연의 전기제련 또는 탄소를 이용한 아연의 건식제련으로 생산되며, 이는 에너지 투입을 필요로 한다. 레몬 전지에서 생성되는 에너지는 이 반응을 역전시켜 아연 생산 중 투입된 에너지의 일부를 회수하는 것이다.

### 스미 전지
1840년부터 19세기 후반까지 아연 전극과 황산 전해질을 사용하는 대형 볼타 전지가 인쇄 산업에서 널리 사용되었다. 레몬 전지와 같은 구리 전극이 때때로 사용되었지만, 1840년에 앨프레드 스미는 구리 전극 대신 거친 백금 코팅이 된 은을 사용하는 이 전지의 정제된 버전을 발명했다. 은 또는 구리 전극 표면에 달라붙는 수소 기체는 전지에서 뽑아낼 수 있는 전류를 감소시킨다. 이 현상을 "분극"이라고 한다. 거칠게 "백금화된" 표면은 수소 기체의 기포 발생을 가속화하고 전지에서 나오는 전류를 증가시킨다. 아연 전극과 달리 구리 또는 백금화된 은 전극은 전지를 사용해도 소모되지 않으며, 이 전극의 세부 사항은 전지의 전압에 영향을 미치지 않는다. 스미 전지는 신문 및 서적의 활판 인쇄용 구리 판뿐만 아니라 동상 및 기타 금속 물품을 생산하는 전기주조에 편리했다.
스미 전지는 순수 아연 대신 아말감 아연을 사용했다. 아말감 아연의 표면은 수은으로 처리되었다. 아말감 아연은 순수 아연보다 산성 용액에 의한 분해에 덜 취약했던 것으로 보인다. 아말감 아연과 일반 아연 전극은 아연이 순수할 때 본질적으로 동일한 전압을 제공한다. 19세기 실험실에서 불완전하게 정제된 아연을 사용했을 때는 일반적으로 다른 전압을 제공했다.

## 대중 문화
- 비디오 게임 포탈 2에서, 적대자인 GLaDOS는 게임의 상당 부분 동안 감자 전지로 작동되는 컴퓨터에 내장되어 있다.[27]
- 빅뱅 이론 (시트콤) 시즌 6 에피소드 "The Proton Resurgence"에서 레너드와 셸던의 어린 시절 영웅인 프로페서 프로톤(밥 뉴하트)은 그룹에게 감자 전지를 보여주려고 시도하고, 이는 페니를 놀라게 한다.
- 본즈 (드라마) 시즌 6 에피소드 "The Blackout in the Blizzard"에서 앤젤라와 다른 "스퀸트"들은 휴대폰에 전력을 공급하기 위해 거대한 감자 전지 배열을 만든다. 이러한 시스템의 비참하게 낮은 출력을 보여주듯, 수십 개의 감자를 사용하면서도 단 몇 초 동안만 성공한다.
- TV 프로그램 레드 드워프의 "레몬 (레드 드워프)" 에피소드(시즌 X)에서, 승무원들은 시간 여행 기계의 회귀 장치 리모컨에 전력을 공급하기 위해 레몬 전지를 만들기 위해 서기 23년에 브리튼에서 인도까지 4,000마일을 여행한다.[28]
- 미스터리 과학 극장 3000의 마지막 시즌 여섯 번째 에피소드에서, 주 악당 펄 포레스터는 감자 전지를 사용하여 세상을 장악하려 하지만, 그녀의 계획은 프로페서 보보에 의해 망쳐진다.
- NCIS (드라마) 시즌 7 에피소드 8 "Power Down"에서 애비 슈토는 정전 중 배터리가 떨어지자 레몬을 스테레오 전원으로 사용한다.[29]
- 매그넘 P.I. (2018년 드라마) 시즌 3 에피소드 2 "Easy Money"에서 매그넘은 레몬 전지를 사용하여 무전기를 충전한다.
- 테리 프래쳇과 스티븐 백스터의 긴 지구에서, 한 우주에서 다른 우주로 이동하는 데 사용되는 장치는 감자 전지로 구동되는 것처럼 보인다.[30]
- 빨간 머리 앤 (2017년 드라마) 시즌 2 에피소드 10 "세상의 성장하는 선"에서 앤과 그녀의 친구들은 새로운 선생님의 비전통적인 교육 방식으로부터 얼마나 많은 것을 배웠는지 마을 사람들에게 증명하기 위해 감자 전지를 사용한다.[31]

## 같이 보기
- 배터리 종류 목록
- 알레산드로 볼타
- 화학 전지
- 갈바니 전지
- 갈바닉 부식
- 라자냐 전지
- 페니 전지

## 더 읽어보기
- “Maglab - Simple Electrical Cell Tutorial”. US National High Magnetic Field Laboratory. 2012년 11월 30일에 확인함. 아연 및 구리 전극을 사용한 산성 전지에 대한 설명과 JAVA 기반 애니메이션 포함. 애니메이션은 아연이 전해질에 용해되고, 전자가 아연에서 구리 전극으로 흐르며, 작은 수소 기포가 구리 전극에서 나오는 것을 보여준다. 애니메이션은 또한 단일 전지로 LED를 켤 수 있다고 제안하지만, 이는 가시광선을 방출하는 LED의 경우 불가능하다.
- Margles, Samantha (2011). 〈Does a Lemon Battery Really Work?〉. 《Mythbusters Science Fair Book》. Scholastic. 104–108쪽. ISBN 9780545237451. 2012년 10월 7일에 확인함. 온라인 미리보기만 가능.